# Îlots Avon
Les îles Avon sont des îlots rocheux de Nouvelle-Calédonie en mer de Corail, dans les îles Chesterfield.